# Alcatraz Metal Festival
Alcatraz Metal Festival is een jaarlijks hardrock- en metalfestival dat tijdens het tweede volledige weekend van augustus plaatsvindt in Kortrijk. Het festival is het 2de grootste metalfestival in België, en kon vanaf de eerste editie al rekenen op grote namen zoals Doro, Exodus, Saxon en Testament.

## Geschiedenis

### 2008-2012: Eerste edities in Deinze
Oorspronkelijk was het festival een indoorfestival en had het zijn stek in de Brielpoort te Deinze. Tijdens de eerste edities werden al populaire bands geboekt zoals Doro, Saxon, Kreator, Epica, Helloween, enz.

### 2013-2020: verhuis naar Kortrijk
In 2013 verhuisde het festival naar de terreinen van VIVES te Kortrijk en werd het een outdoorfestival. Dat jaar werd Channel Zero geboekt, maar de band moest hun optreden annuleren vanwege het overlijden van hun drummer Phil Baheux. De band werd om die reden dan ook omgeboekt naar de volgende editie.
Na twee edities op de terreinen van Vives, moest het festival op zoek naar een nieuwe locatie aangezien er een parking zou gebouwd worden op de terreinen van Vives. Het lokale stadsbestuur wilde het festival in Kortrijk houden, en zocht mee naar een oplossing. Die oplossing werd gevonden in de terreinen rond de sportcampus gelegen in de Kortrijkse wijk Lange Munte. Het vast thema van het festival is, zoals de naam doet vermoeden, een gevangenis. Zo neemt de productietoren bijvoorbeeld de vorm aan van een wachttoren.
In 2016 kocht de organisatie de twee tenten aan van het failliet gegane Circus Herman Renz.
In 2017 vierde het festival zijn 10de editie met een tweede podium, Swamp Stage, en werd er een extra festivaldag ingelast waardoor Alcatraz zich het tweede grootste metal festival van België mag noemen.

Vanaf 2019, werd met La Morgue nog een derde podium toegevoegd waar vooral Belgische underground bands een podium krijgt. Eind 2019 maakte het festival van de gelegenheid gebruik om El Presidio (hun biertent) op te zetten op Kortrijk Weide ter gelegenheid van de komst van De Warmste Week, dat in 2019 doorging in Kortrijk.

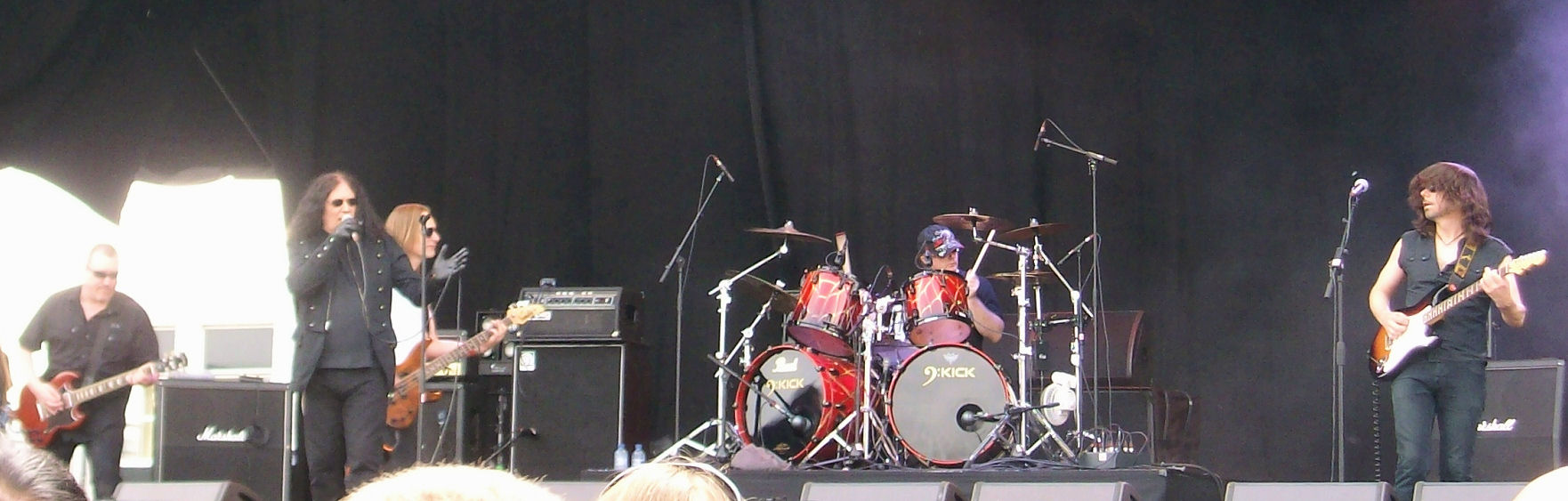
Satan op de editie van 2013

### 2020: coronapandemie
In 2020 moest de organisatie voor het eerst een editie annuleren door het verbod op massa-evenementen tijdens de coronapandemie. Ter vervanging vormde de organisatie, samen met twaalf andere metalfestivals in Europa, de European Metal Festival Alliance om een virtueel festival te organiseren. Tijdens de livestream werden opnames van optredens van vorige edities van de deelnemende festivals vertoond alsook nieuwe optredens opgenomen specifiek voor deze livestream. Zo maakte Amenra van de gelegenheid gebruik om een nieuwe set op te nemen op het festivalterrein van Alcatraz. Ook werd de DVD-opname van Avatars optreden in 2019 vertoond.

### 2021-nu: verdere uitbreiding na corona
Naar aanloop van de editie in 2021, werd aangekondigd dat er een vierde dag zou worden georganiseerd om de bands die in 2020 werden geannuleerd te kunnen faciliteren. Door de maatregelen was lang onduidelijk of dit plan nog kon doorgaan. Uiteindelijk ging het festival alsnog door, onder voorwaarde dat iedereen een negatieve coronatest moest voorleggen. De vierde dag werd echter geannuleerd waardoor de organisatie opnieuw bepaalde bands moest doorboeken naar de volgende editie.
In 2022 volgde de introductie van een vierde podium, Helldorado. De introductie van dit nieuw podium moest enkele keren uitgesteld worden vanwege de coronapandemie. Op dit podium staat elke dag een ander subgenre in de spotlight. Zo stond in 2022 vrijdag de Helldorado in het teken van progressive metal, zaterdag zie je er vooral black metalbands aan het werk en zondag is er punk/hardcore te horen.

### Clubconcerten
De organisatie achter het festival verzorgt doorheen het jaar ook cluboptredens in samenwerking met o.a. Wilde Westen.

## Line-ups
2008: Doro - Exodus - Legion Of The Damned - Benedictum - Mortal Sin - The Lucifer Principle - Trenchfoot
2009: Saxon - Testament - Ross The Boss - Helstar - Agent Steel - Onslaught - Killer - The Lucifer Principle - Virus IV - Spoil Engine - The Difference - Sanity's Rage
2010: Kreator - Epica - Moonspell - Pretty Maids - Demonica - Raven - Lizzy Borden - Evile - Gunslinger - Cirrha Niva - Evil Shepherd - Powerstroke
2011: Helloween - Death Angel - U.D.O. - Forbidden - Anacrusis - Helstar - Vicious Rumors - Where Angels Suffer - Communic - After All - Izegrim - Emperors Of Decay - Guilty As Charged
2012: Immortal - Iced Earth - Testament - Primordial - Crimson Glory - Hell - Warbringer
2013: Nightwish - Anthrax - Doro - Exodus - Death Angel - Vicious Rumors - Satan - Fozzy (Channel Zero moest noodgedwongen hun optreden annuleren na het overlijden van hun drummer)
2014: Twisted Sister - W.A.S.P. - Channel Zero - Sacred Reich - Arch Enemy - Prong - Xentrix - Toxik - Four By Fate - Marilyn Manson - Cradle Of Filth - Life Of Agony - Lacuna Coil - Hellyeah - Avatar - Diablo Blvd
2015: Nightwish - Sabaton - Trivium - Venom - W.A.S.P. - Accept - Behemoth - Michael Schenker's Temple Of Rock - Over Kill - Queensrÿche - Carcass - Annihilator - Death Angel - Dta Death - Moonspell - Powerwolf - Armored Saint - Wolf - D.A.D
2016: Within Temptation - Twisted Sister - Whitesnake - Avantasia - Anthrax - Kreator - Soulfly - Ministry - Airbourne - Children Of Bodom - Triptykon - Avatar - Korpiklaani - Lita Ford - Devildriver - Exodus - Metal Church - The Answer - Candlemass - Thundermother - Flotsam And Jetsam -
2017: Korn - Ghost - Saxon - Amon Amarth - Venom - Paradise Lost - Abbath - Trivium - Doro - Iced Earth - Testament - Life Of Agony - Sleep - Sacred Reich - Death Angel - Ufo - Raven - Dirkschneider - Obituary - I Am Morbid - Krokus - Rage - Moonspell - Enslaved - Brant Bjork - High On Fire - Hell - Last In Line - Monkey3 - Wolves In The Throne Room - Denner-Shermann - Sweet Savage - Dr Living Dead - Asphyx - Carnation - King Hiss - Dyscordia - Pretty Maids - Evil Invaders - Blaas Of Glory
2018: Limp Bizkit - Status Quo - Helloween (Pumpkins United Tour) - Dimmu Borgir - In Flames - Dee Snider - Behemoth - Epica - Brides Of Lucifer - Alestorm - Ministry - Cannibal Corpse - Mr Big - Satyricon - Devildriver - Phil Campbell And The Bastard Sons - Sepultura - Venom Inc - Ross The Boss - Amorphis - Solstafir - Armored Saint - Battle Beast - The Black Dahlia Murder - Alcest - Municipal Waste - Inglorious - Exhorder - Orden Ogan - Primordial - Orange Goblin - Act Of Defiance - Diablo Blvd - Pestilence - The Atomic Bitchwax - The Quill - Pro-Pain - Ufomammut - Fozzy - Gruesome - Suicidal Angels - Bark - Bizkit Park - Crisix
2019: Saxon - Avatar (live-opname "Avatar Country" voor DVD-release) - Avantasia - Thin Lizzy - Powerwolf - Opeth - Meshuggah - Amenra - U.D.O. - Soulfly - Crossfaith - Uriah Heep - Mayhem - Queensrÿche - Rose Tattoo - Metal Church - Rotting Christ - Vio-Lence - Sacred Reich - Hypocrisy - Sodom - Prong - Sanctuary - Deicide - Decapitated - Tesseract - Vltimas - Napalm Death - Thy Art Is Murder - Of Mice & Men - Anvil - Firewind - Soilwork - Fifth Angel - Flotsam And Jetsam - Voivod - Demolition Hammer - Unleashed - Crobot - Crystal Lake - Alien Weaponry - Nervosa - Bury Tomorrow - Helstar - Wayward Sons - Carnation - Hell City - Off The Cross - Hemelbestormer - Miava - Tangled Horns - Glowsun - Fire Down Below - The Spirit - Psychonaut - Black Mirrors - Nailed To Obscurity - Speedözer - Cowboys And Aliens - Wolvennest - Maudlin - An Evening With Knives - Alkerdeel
2020: Uitgesteld vanwege de coronapandemie
2021: Kreator - Heilung - Epica - Channel Zero - Emperor - Amenra - At The Gates - Dirkschneider - Eluveitie - Mayhem - Hypocrisy - Stake - Tarja - Orden Ogan - Doro - Moonspell - Dark Tranquility - Vio-lence - Kissin' Dynamite - Destruction - Jinjer - Suicidal Angels - Bizkit Park - Marduk - Unleash The Archers - Seven Witches - Eclipse - Brutus - Omnium Gatherum - Asphyx - King Hiss - Fleddy Melculy - Raven - The Vintage Caravan - Funeral Dress - Artillery - Thundermother - Burning Witches - Evil Invaders - Black Mirrors - Rykers - Sloper - Spoil Engine - After All - Necrotted - Loudblast - Dyscordia - Russkaja - Killer - Cyclone - Ostrogoth - White Heat - Thorium - Fireforce - Drakkar - Eternal Breath - Monkey3 - Cowboys & Aliens - Alkerdeel - Rawdriguez - Feed - Powerstroke - Atomic Vulture - Psychonaut - Carneia - Wiegedood - Bark - Thurisaz - Lalma - Huracan - Growing Horns - Haester - Tim's Favourite - The Grave Brothers - DJ Kardi
Killer - Cyclone - Ostrogoth - White Heat - Thorium - Fireforce - Drakkar - Eternal Breath - Monkey3 - Cowboys & Aliens - Alkerdeel - Rawdriguez - Feed - Powerstroke - Atomic Vulture - Psychonaut - Carneia - Wiegedood - Bark - Thurisaz - Lalma - Huracan - Growing Horns - Haester - Tim's Favourite - The Grave Brothers - DJ Kardi
2022: Accept, Venom Inc., The Darkness, Stratovarius, Vandenberg, Unearth, Uli Jon Roth, The Night Flight Orchestra, Warkings, April Art,MGLA, Napalm Death, Dark Funeral, Insomnium, Catlle Decapitation, Suicidal Angels, Lorna Shore, Bark, Parasite Inc.,Sólstafir, Voivod, Igorrr, Pentagram, Vola, Monolord, Pallbearer, Rivers of Nihil, Hangman's Chair, Urne,Peter Pan Speedrock, King Buffalo, My Sleeping Karma, Dozer, Stöner, Wo Fat, Your Highness, Grotto, Motsus,Behemoth, Testament, As I lay dying, Amaranthe, Life of Agony, Evil Invaders, Ill Niño, Butcher Babies, Dress the Dead, Vended,Exodus, Carcass, Death Angel, Vio-lence, Eyehategod, Exhorder, Heathen, Cyclone, Powerstroke,Watain, Enslaved, Katatonia, Der Weg Einer Freiheit, Necrophobic, Krisiun, Harakiri for the sky, Uada, Saille, Mordkaul,Wolvennest, Warhead, Hemelbestormer, Marche Funebre, Woyote, Hippotraktor, Temptations for the weak, Fractured Insanity, Von Detta,Arch Enemy, Korpiklaani, Tesseract, Electric Callboy, Gotthard, Lacuna Coil, Diamond Head, Loudness, Bloodywood, The Raven Age,Cannibal Corpse, Abbath, Aborted, Suffocation, Benediction, Misery Index, Panzerfaust, 1914, Thanatos,Sick of it all, Ignite, Pro-Pain, Satan, DRI, Trauma, Liar, Funeral Dress, Angel Crew, Ethereal Darkness,Killthelogo, Cobra the Impaler, Bear, Speed Queen, My Diligence, Wild Heart, Turbowarrior of steel, Darqo, Lethal Injury
2023: Powerwolf, KK's Priest, Electric Callboy, Killswitch Engage, Trivium, Heaven Shall Burn, Alestorm, Biohazard, Blind Guardian, Michael Schenker Group (Aftershow), Amorphis, Hypocrisy, Forbidden, Cult Of Luna, Metal Church, Brutus, Dismember, Possessed, Obituary, Gloryhammer, Sepultura, Evil Invaders, The Exploited, Russian Circles, Bury Tomorrow, Prong, Bloodbath, Kataklysm, H.E.A.T., Stake, I Am Morbid, Deicide, Belphegor, Agnostic Front, Converge, Godflesh, Sacred Reich, Terror, Grave Digger, Downset, Sodom, Dying Fetus, Elder, Exciter, Decapitated, Shadow Of Intent, King 810, Rise Of The Northstar, Bleed From Within, Wind Rose, Tribulation, Dynazty, Unleashed, Archspire, Taake, Psychonaut, Svalbard, Gatecreeper, Immolation, Riot V, Hunter, Vicious Rumors, Alkerdeel, La Muerte, Celeste, Acid King, Midnight, Gaupa, Twilight Force, Schirenc Plays Pungent Stench, Slapshot, Jag Panzer, Gang Green, Evil Dead, Tygers Of Pan Tang, Vomitory, Maceration, Brutal Sphincter, Serial Butcher, Iron Mask, Gaerea, Mad Sin, Angelus Apatrida, Brand Of Sacrifice, Death Before Dishonor, My Diligence, Annisokay, Holy Moses, Crystal Viper, Depressive Age, Yoth Iria, Kludde, Schizophrenia, Do Or Die, Drain, Frozen Soul, Slomosa, Eleine, Serpents Oath, Reject The Sickness, Gnome, Psychlona, Predatory Void, Mantah, Slaughter The Giant, Hexa Mera, Aeveris, A Goat As Our Shepherd
2024: Architects, Europe, Spiritbox, Beast in Black, Amon Amarth, Testament, Hatebreed, Opeth, Epica, Clutch, Jinjer, Lord Of The Lost, Korpiklaani, Cradle of Filth, Dokken, Feuerschwanz, Exodus, Mayhem, Millhaven, Saxon, Dark Tranquillity, Paradise Lost, Orden Ogan, Soil, Satyricon, The Casualties, Bodysnatcher, Madball, Marduk, Septicflesh, Brant Bjork, Green Lung, Finntroll, Cyclone, Watain, Cro-mags, Life of Agony, The Night Flight Orchestra, Benediction, Crippled Black Phoenix, Truckfighters, Orange Goblin, Armored Saint, Massive Wagons, Terrorizer, Eclipse, Misery Index, Heathen, Massacre, Monkey3, Sadus, Cirith Ungol, Skeletal Remains, Eternal Champion, Legion of the Damned, Audrey Horne, Channel Zero, Exumer, Fen, Thronehammer, Left to Die, Raven, X-POZED